# سي جاي إي إن إم
سي جاي إي إن إم (بالكورية: 씨제이이엔엠)؛ هي شركة كورية جنوبية تعمل في مجال الترفية وتجارة التجزئة مملوكة لمجموعة سي جاي.

## تاريخ
تم تأسيسها نتيجة اندماج الشركتين التابعتين لمجموعة سي جاي، سي جاي اي اند ام وسي جاي أوه شوبينج في يوليو 2018.
في أوائل ديسمبر 2021، دخلت سي جاي إي ان ام في شراكة مع فياكوم سي بي اس (المعروفة حاليًا : باراماونت غلوبل) لجلب خدمة باراماونت+ إلى منصتها تيفينج ، وللانتاج المشترك للافلام والمسلسلات.

## الأقسام
- سي جاي إي ان إم إنترتينمنت ديفيشن – تعمل كشركة للترفيه والإعلام، تنتج مجموعات من عروض التلفزيونية والمسلسلات والافلام (من قبل شركاتها التابعة) وتدير فرق الكي بوب مثل فرقة ايزون.[3]
- سي جاي اي ان ام كومرس ديفيشن.